# B. P.
B. P. nebo BP je zkratka z anglického Before Present, česky „před současností“, a znamená stáří. Používá se například pro radiokarbonové údaje o stáří velmi starých vzorků v archeologii a geologii, kde zkratka př. n. l. vzhledem k chybě měření ztrácí význam.
Protože význam „současnosti“ se mění, je tato „současnost“ stanovena dohodou jako 1. leden 1950. Například 1500 BP tedy znamená 1500 let před rokem 1950, tedy rok 450 n. l. 

## Používání
Čas vyjádřený v B. P. se obvykle používá v oblasti radiokarbonového datování, přičemž se používá referenční vzorek kyseliny šťavelové z roku 1950. Tento rok byl zvolen jako světová referenční hodnota, protože v prosinci 1949 byly publikovány první výsledky radiokarbonového datování a protože mu předcházely větší testy atomových zbraní, které ovlivnily světový poměr izotopů uhlíku 12C a 14C.

## b2k
V geologických oborech (geochronologii a chronostratigrafii) se za „současnost“ považuje rok 2000. Pro zamezení chybných interpretací se používá jednoznačná zkratka b2k (z anglického before 2 kilo). V milionech let b2k, tedy délkou časového intervalu končícího rokem 2000, jsou například stanoveny definiční body globálních hraničních stratotypů (Global Boundary Stratotype Section and Point – GSSP) i ostatní, konvencí stanovené počátky všech geochronologických věků, epoch a period i jim odpovídajících chronostratigrafických stupňu, oddělení a útvarů v mezinárodní chronostratigrafické tabulce.